# 第1次西園寺内閣
第1次西園寺内閣（だいいちじ さいおんじないかく）は、貴族院議員、立憲政友会総裁の西園寺公望が第12代内閣総理大臣に任命され、1906年（明治39年）1月7日から1908年（明治41年）7月14日まで続いた日本の内閣。

## 内閣の顔ぶれ・人事

### 国務大臣
1906年（明治39年）1月7日任命。在職日数920日。
| 職名 | 代 | 氏名       | 氏名 | 出身等                        | 特命事項等                    | 備考                             |
| --- | -- | ---------- | ---- | ----------------------------- | ----------------------------- | -------------------------------- |
| 内閣総理大臣 | 12 | 西園寺公望 |      | 立憲政友会 侯爵               | 外務、文部大臣臨時兼任        | 立憲政友会総裁                   |
| 外務大臣 | 19 | 加藤高明   |      | 外務省                        |                               | 1906年3月3日免                   |
| 外務大臣 | 20 | 西園寺公望 |      | 立憲政友会 侯爵               | 臨時兼任 （内閣総理大臣兼任） | 1906年3月3日兼 1906年5月19日免兼 |
| 外務大臣 | 21 | 林董       |      | 外務省 子爵                   |                               | 初入閣 1906年5月19日任           |
| 内務大臣 | 21 | 原敬       |      | 衆議院 立憲政友会             | 逓信大臣兼任                  |                                  |
| 大蔵大臣 | 11 | 阪谷芳郎   |      | 大蔵省                        |                               | 初入閣 1908年1月14日免           |
| 大蔵大臣 | 12 | 松田正久   |      | 衆議院 立憲政友会             | 司法大臣兼任                  | 1908年1月14日任                  |
| 陸軍大臣 | 7  | 寺内正毅   |      | 陸軍中将                      |                               | 留任                             |
| 海軍大臣 | 6  | 斎藤実     |      | 海軍中将 （海兵6期） 男爵     |                               | 初入閣                           |
| 司法大臣 | 13 | 松田正久   |      | 衆議院 立憲政友会             | 大蔵大臣兼任                  | 1908年3月25日免                  |
| 司法大臣 | 14 | 千家尊福   |      | 貴族院 無所属 （木曜会） 男爵 |                               | 初入閣 1908年3月25日任           |
| 文部大臣 | -  | 西園寺公望 |      | 立憲政友会 侯爵               | 臨時兼任 （内閣総理大臣兼任） | 1906年3月27日免兼                |
| 文部大臣 | 20 | 牧野伸顕   |      | 男爵                          |                               | 初入閣 1906年3月27日任           |
| 農商務大臣 | 20 | 松岡康毅   |      | 貴族院 無所属                 |                               | 初入閣                           |
| 逓信大臣 | 15 | 山縣伊三郎 |      | 内務省                        |                               | 初入閣 1908年1月14日免           |
| 逓信大臣 | 16 | 原敬       |      | 衆議院 立憲政友会             | 内務大臣兼任                  | 1908年1月14日任 1908年3月25日免  |
| 逓信大臣 | 17 | 堀田正養   |      | 貴族院 無所属 （研究会）      |                               | 初入閣 1908年3月25日任           |
| 1. 辞令のある留任は個別の代として記載し、辞令のない留任は記載しない。 2. 臨時代理は、大臣空位の場合のみ記載し、海外出張時等の一時不在代理は記載しない。 3. 代数は、臨時兼任・臨時代理を数えず、兼任・兼務は数える。 |    |            |      |                               |                               |                                  |

### 内閣書記官長・法制局長官
1906年（明治39年）1月7日任命。
| 職名 | 代 | 氏名       | 氏名 | 出身等        | 特命事項等   | 備考                     |
| --- | -- | ---------- | ---- | ------------- | ------------ | ------------------------ |
| 内閣書記官長 | 13 | 石渡敏一   |      | 司法省        |              | 1908年1月4日免           |
| 内閣書記官長 | 14 | 南弘       |      | 内務省        |              | 1908年1月4日任           |
| 法制局長官 | 10 | 一木喜徳郎 |      | 貴族院 無所属 | 内閣恩給局長 | 事務引継 1906年1月13日免 |
| 法制局長官 | 11 | 岡野敬次郎 |      | 農商務省      | 内閣恩給局長 | 1906年1月13日任          |
| 1. 辞令のある留任は個別の代として記載し、辞令のない留任は記載しない。 2. 臨時代理は、大臣空位の場合のみ記載し、海外出張時等の一時不在代理は記載しない。 3. 代数は、臨時兼任・臨時代理を数えず、兼任・兼務は数える。 |    |            |      |               |              |                          |

### 勢力早見表
※ 内閣発足当初（前内閣の事務引継は除く）。
| 出身       | 国務大臣 | その他                   |
| ---------- | -------- | ------------------------ |
| 立憲政友会 | 3        | 国務大臣のべ4            |
| 貴族院     | 1        |                          |
| 軍部       | 2        |                          |
| 官僚       | 3        | 内閣書記官長、法制局長官 |
| その他     | 1        |                          |
|            | 10       | 国務大臣のべ11           |

## 内閣の動き
前内閣の第1次桂内閣は、議会に明確な政権与党を持たない超然主義体制で発足したが、日露戦争を遂行するにあたり、衆議院第一党の立憲政友会（西園寺公望総裁）の協力を仰ぎ、将来の政権禅譲を念頭に国策に協力、事実上の閣外協力状態にあった（桂園時代）。桂首相は大戦中から、政友会の党務を統括していた原敬と密談を重ね、ポーツマス条約締結後の1905年12月20日に内閣総辞職を決意、後継に西園寺総裁を奏請する。翌1906年1月6日、元老会議の承認を経て明治天皇より西園寺総裁に大命降下、7日に内閣が発足する。
組閣に当たっては、桂の事前の要請に従って、政友会からの入閣は、原が内相、松田正久が司法相になるにとどまった。そして、政策についても、桂内閣の政策を踏襲したため、「委任状内閣」「代理人内閣」などと呼ばれた。桂前首相も、軍事参議官に就任、内閣の顧問格として、ともすると対立する可能性のあった藩閥と政友会の橋渡しの役を担った。
西園寺内閣は桂前首相の協力の下で政権を運営したが、一方で、山縣有朋を筆頭とする藩閥内の反政友会勢力と、原内相率いる政友会が、互いの勢力の切り取りを目指して激しく対立した。原内相は山縣牙城の貴族院議員（主に伯爵・子爵級）を切り崩す、山縣元老は衆議院第二党の憲政本党（大隈重信党首）と接近、大同倶楽部や中央倶楽部結成を主導した。後述の郡制廃止を巡り、1906年から1907年にかけて切り崩しが激烈を極めたが、ともに院の大勢をひっくり返すには至らなかった。
1908年1月23日、憲政本党、大同倶楽部、猶興会が内閣不信任案を提出（第24回議会）、西園寺内閣は可決時の衆議院解散を決意するが、168対177で否決。同年5月15日、任期満了の第10回衆議院議員総選挙が行われ、政友会は選挙後の入党を加えて過半数を確保した。
しかしこの直後、6月22日に赤旗事件が発生、社会主義の浸透が大々的に明かされる。翌23日、山縣元老は天皇に拝謁し、西園寺内閣の社会主義への対応が不十分であることを奏上、非難する。徳大寺実則侍従長（西園寺首相の実兄）から知らせを受けた西園寺首相は、政権運営に嫌気がさし、病気の名目で辞意を漏らす。党幹部の原内相、松田法相は、直前の選挙で勝利したことをあげて慰留したが、7月4日、内閣は総辞職する。後任には西園寺首相は桂前首相を推薦。元老会議は開かれず、各元老に勅使が立てられたが、山縣元老も推薦されたのが藩閥の後継である桂だったため文句はなく、12日、第2次桂内閣が成立する。

### 政策
- 財政問題
  - 1906年度 - 日露戦争終結後、大戦中は予算要求を抑えてきた各省より要求が噴出する。阪谷芳郎蔵相に加えて、財務畑の井上馨元老や桂前首相も調停に周り、予算案を成立させた。
  - 1907年度 - 寺内陸相、斎藤海相が軍事予算の増額を要求し、阪谷蔵相と対立する。桂前首相が調停し、陸軍が三個師団増設を二個師団に抑えることで妥協した。
  - 1908年度 - 前年に恐慌が起こったのを受けて不況に陥っており、不況対策への対応として井上元老は軍事費の繰り延べによる財政基盤の強化を、山縣元老は増税を主張して対立する。ここでも桂前首相が調停にあたり、陸海軍が予算を繰り延べ、増税は酒・砂糖・石油に限定された。しかしその後、鉄道予算問題で対立が起き、1908年1月には山縣伊三郎逓相と阪谷蔵相が辞職、西園寺首相も辞表を提出してしまい、原内相と寺内陸相の説得で首相の辞表は却下される。逓相は原内相の兼任ののち堀田正養貴族院議員が就任、蔵相は松田法相が内閣総辞職まで兼任した。
- 外交問題 - 1907年6月10日に日仏協約、7月30日に日露協約が締結、日英同盟とあわせて、四国協商が成立する（協商の年）。
- 対韓問題 - 1907年6月のハーグ密使事件を受けて、7月19日に高宗皇帝は譲位、24日に第三次日韓協約が成立する。
- 鉄道国有化 - 原内相の求めによって推進されたが、加藤高明外相が後援の三菱財閥（岩崎弥太郎総帥が加藤の岳父）の利益との板挟みとなって辞任（ただし、実際には健康問題が絡んでいたとされている。後任には西園寺首相は内田康哉を推したが、元老の反対により林董元駐英公使が就任）。法律自体は1906年3月に成立して、これを機に日本の鉄道は狭軌が主流になる。
- 郡制廃止 - 郡制は、藩閥の長老として反政党勢力を牛耳っていた山縣元老の権力基盤であったため、原内相が廃止に向けて法案を提出した。1906年3月3日に郡制廃止法案提出、3月17日に衆議院を全会一致で通過するが、貴族院で審議未了。翌1907年に再度法案が提出され、3月2日に衆議院を通過するが。貴族院では21日に否決される。しかし、山縣が抑えていた貴族院でも法案に同調するものが多くあらわれ、山縣に衝撃を与えた。結局行政制度としての郡が廃止されるのは、1921年のことになる[14]。
- 内閣官制改正 - 1907年2月2日。各省大臣の単独副署の制度が廃止され、全ての「勅令」に内閣総理大臣が副署することになり、内閣総理大臣の権限を強化した。